# 古利察河
53°36′13″N 14°34′25″E / 53.60361°N 14.57361°E

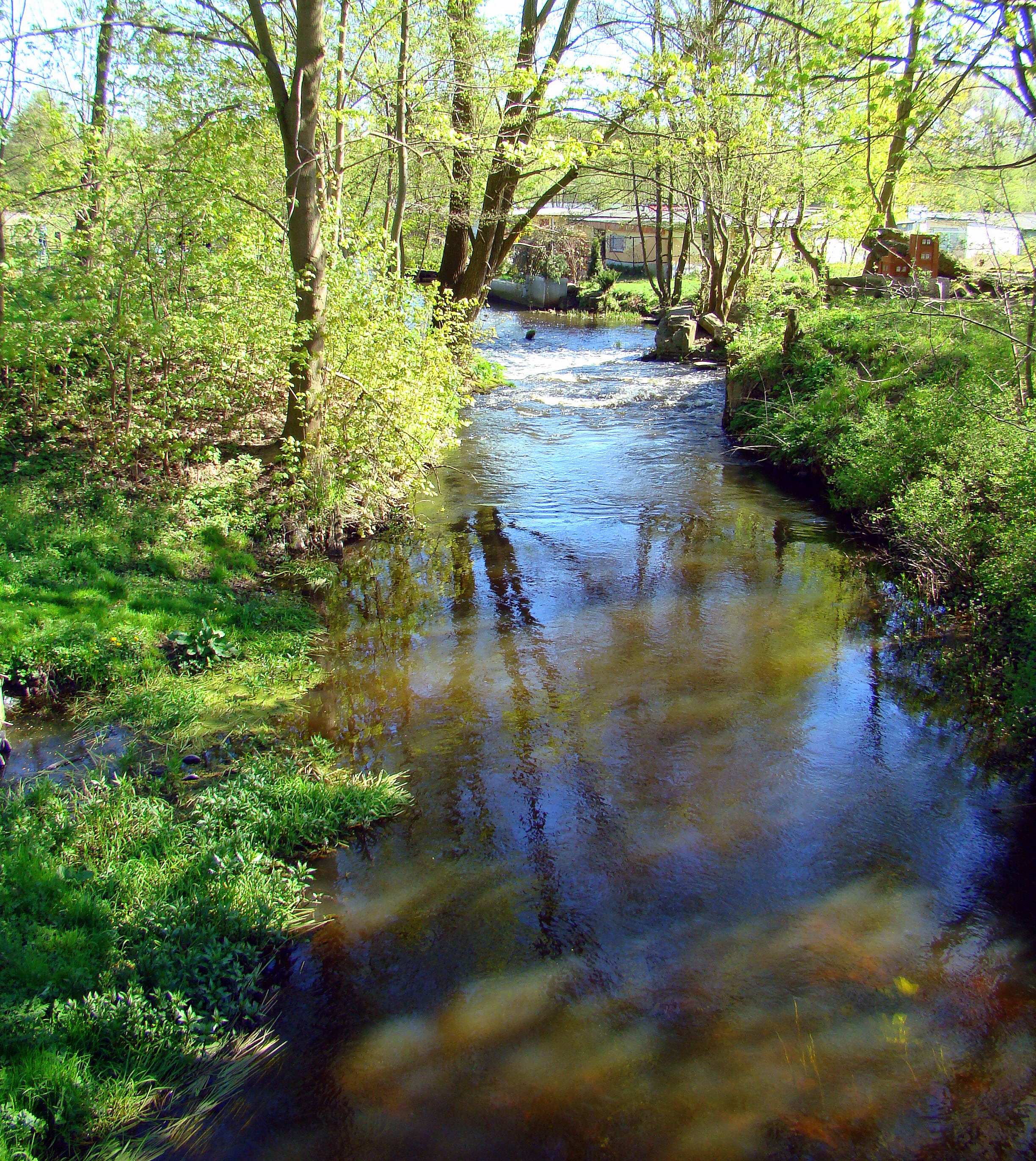

古利察河是波蘭的河流，位於該國西北部，處於西波美拉尼亞省，屬於奧得河的左支流，河道全長32公里，河口處在波利采附近。